# YA-MAN
YA-MAN（ヤーマン、1996年5月31日 - ）は、日本の男性プロ総合格闘家、キックボクサー。埼玉県富士見市出身。TARGET SHIBUYA所属。初代RISEオープンフィンガーグローブマッチ65kg以下級王者。

## 来歴
幼いころに父が違法薬物で服役し、蒸発した事により、貧乏な母子家庭で育つ。兄弟は兄が一人おり、中学、高校時代は毎日喧嘩に明け暮れていた。高校2年生の時に母親がガンになったことをきっかけに「俺はこのままでは生きて行けなくなる」と感じ、1年間必死に猛勉強をし、東海大学工学部に合格した。
19歳のころに大学のキックボクシング部に入ったことをきっかけにキックボクシングを学び始め、RISEの会場で那須川天心の試合を見た事をきっかけにプロ格闘家になる事を志す。

### プロデビュー
2018年2月にRISEでキックボクサーとしてプロデビュー。2021年5月よりRISEが開始したオープンフィンガーグローブ着用試合に出場し、山口侑馬、北井智大にKO勝利。
2021年12月31日に開催されたRIZIN.33でRIZINに初出場し、皇治と対戦。互角の展開となり、2-0の判定勝ち。試合後には、2022年からRIZINで総合格闘技に挑戦することを発表した。
総合格闘技への挑戦を決めたきっかけは、RIZINで総合格闘家の試合を会場で観戦し、自分やキックボクサー達と比べて生物的に強いと感じて憧れたことがきっかけ。また、キックボクシングの王座やベルトに興味が無いこと、格闘技人生に未来や夢が無かったことも理由に挙げている。

### 総合格闘技デビュー以降
2023年5月6日に開催されたRIZIN.42で総合格闘技デビュー戦を行い、三浦孝太と対戦。何度もテイクダウンされる展開となるが、膝蹴りからのパウンドで1回TKO勝利。
2023年10月に「トライフォース赤坂にはもう行かないと思う、朝倉未来が負けたまま、そのまま終わるようなダサい男だとは思ってなかったそんな人から教わる事はもうない」とTwitterに投稿し、親交のあった朝倉未来との決別宣言および対戦の要求を行い、自身とABEMAが共同でプロデュースするオープンフィンガーグローブのキックボクシングイベント「FIGHT CLUB」で朝倉との対戦が決定。2023年11月20日行われた試合では、1ラウンド目に2度のダウンを奪いKO勝利。
2023年12月31日、RIZIN.45で平本蓮と対戦し、判定0-3で敗北。試合後インタビューでは泣き崩れながら平本へのリベンジを誓った。
2024年7月28日、超RIZIN.3で鈴木博昭と対戦し、1Rに左フックでKO勝利。。なお、鈴木とは4月29日にRIZIN.46で対戦予定であったが、膝内側側副靭帯と膝前十字靭帯を損傷したことで欠場した。
2024年10月5日、FIGHT CLUB.2で木村ミノルと対戦予定であったが、木村が10月3日に大麻所持で逮捕され、試合は中止となった。YA-MANはイベントの主催者でもあり、「億単位の損失になってやってられない」、「メインの試合の対戦相手が逮捕されて試合中止なんて前代未聞で笑うしかない」とコメントした。
2024年12月31日、RIZIN DECADEでカルシャガ・ダウトベックと対戦し、判定0-3で敗北。
2025年7月27日、さいたまスーパーアリーナで行われた超RIZIN.4 真夏の喧嘩祭りで、金原正徳と対戦し、パウンドでTKO勝ち。

## 人物
イケメン嫌いであることを公言しており、「イケメンの顔をボッコボコにして俺の方が強いと証明して俺の方がモテる世の中に変えて行きたい」という願望を持っている。
キャバクラ通いが趣味であり、週3ペースでキャバクラに通っていたが、2023年12月に平本蓮に敗北したことをきっかけに週1ペースに変えたことを報告した。

## 戦績

### プロ総合格闘技
| 総合格闘技 戦績 | 総合格闘技 戦績 | 総合格闘技 戦績 | 総合格闘技 戦績 | 総合格闘技 戦績 | 総合格闘技 戦績 | 総合格闘技 戦績 |
| --------------- | --------------- | --------------- | --------------- | --------------- | --------------- | --------------- |
| 5 試合          | (T)KO           | 一本            | 判定            | その他          | 引き分け        | 無効試合        |
| 3 勝            | 3               | 0               | 0               | 0               | 0               | 0               |
| 2 敗            | 0               | 0               | 2               | 0               | 0               | 0               |

| 勝敗 | 対戦相手                 | 試合結果                           | 大会名                   | 開催年月日     |
| ○    | 金原正徳                 | 3R 2:21 TKO（右アッパー→パウンド） | 超RIZIN.4 真夏の喧嘩祭り | 2025年7月27日  |
| ×    | カルシャガ・ダウトベック | 5分3R終了 判定0-3                  | RIZIN.49                 | 2024年12月31日 |
| ○    | 鈴木博昭                 | 1R 3:28 KO（左フック）             | 超RIZIN.3                | 2024年7月28日  |
| ×    | 平本蓮                   | 5分3R終了 判定0-3                  | RIZIN.45                 | 2023年12月31日 |
| ○    | 三浦孝太                 | 1R 3:13 TKO（グラウンドパンチ）    | RIZIN.42                 | 2023年5月6日   |

### プロキックボクシング
| キックボクシング 戦績 | キックボクシング 戦績 | キックボクシング 戦績 | キックボクシング 戦績 | キックボクシング 戦績 | キックボクシング 戦績 | キックボクシング 戦績 |
| --------------------- | --------------------- | --------------------- | --------------------- | --------------------- | --------------------- | --------------------- |
| 19 試合               | (T)KO                 | 判定                  | その他                | 引き分け              | 無効試合              |                       |
| 14 勝                 | 7                     | 7                     | 0                     | 0                     | 0                     |                       |
| 5 敗                  | 1                     | 4                     | 0                     | 0                     | 0                     |                       |

| 勝敗 | 対戦相手               | 試合結果                          | 大会名                                                                              | 開催年月日     |
| ×    | ミゲール・トリンダーデ | 3R 0:43 TKO（タオル投入）         | RISE ELDORADO 2025                                                                  | 2025年3月29日  |
| ○    | 朝倉未来               | 1R 1:17 KO（右ストレート）        | FIGHT CLUB                                                                          | 2023年11月19日 |
| ○    | 山口裕人               | 2R 1:05 KO（右フック）            | ABEMA presents RISE WORLD SERIES 2023 2nd Round 【初代RISE OFGM -65kg級王座決定戦】 | 2023年8月26日  |
| ×    | 白鳥大珠               | 3R終了 判定0-3                    | RISE WORLD SERIES 2022                                                              | 2022年10月15日 |
| ○    | 芦澤竜誠               | 1R 1:49 KO（右フック）            | THE MATCH 2022                                                                      | 2022年6月19日  |
| ○    | 伊藤澄哉               | 1R 2:33 KO（3ダウン：右アッパー） | RISE ELDORADO 2022                                                                  | 2022年4月2日   |
| ○    | 皇治                   | 3R終了 判定2-0                    | RIZIN.33                                                                            | 2021年12月31日 |
| ○    | 中村寛                 | 3R終了 判定3-0                    | RISE WORLD SERIES 2021 OSAKA2                                                       | 2021年11月14日 |
| ○    | 北井智大               | 1R 0:43 KO（右フック）            | RISE WORLD SERIES 2021 YOKOHAMA                                                     | 2021年9月23日  |
| ○    | 山口侑馬               | 2R 1:53 KO（パンチ連打）          | RISEonABEMA 2021                                                                    | 2021年5月16日  |
| ×    | 平塚大士               | 3R終了 判定0-3                    | RISE ELDORADO 2021                                                                  | 2021年2月28日  |
| ○    | 仙一                   | 3R終了 判定3-0                    | RISE 142                                                                            | 2020年9月4日   |
| ○    | 斉藤遼太               | 3R終了 判定3-0                    | Stand up vol.1                                                                      | 2019年12月22日 |
| ○    | YUU                    | 3R終了 判定3-0                    | RISE 132                                                                            | 2019年5月19日  |
| ×    | 門口佳佑               | 3R終了 判定0-3                    | RISE 130                                                                            | 2019年2月3日   |
| ×    | 澤谷大樹               | 3R終了 判定0-3                    | RISE 128 【RISING ROOKIES CUP フェザー級 決勝戦】                                   | 2018年11月2日  |
| ○    | 甲斐康介               | 3R終了 判定2-1                    | RISE 126 【RISING ROOKIES CUP フェザー級 準決勝】                                   | 2018年7月17日  |
| ○    | 知良                   | 1R 2:52 TKO（レフェリーストップ） | RISE 124 【RISING ROOKIES CUP フェザー級 一回戦】                                   | 2018年5月25日  |
| ○    | 澤谷大樹               | 3R終了 判定2-1                    | RISE 122                                                                            | 2018年2月4日   |

## 獲得タイトル
- 第17回J-NETWORKアマチュア全日本選手権大会～春の陣～ ライト級 優勝
- 2018年RISING ROOKIES CUP フェザー級 準優勝
- 初代RISEオープンフィンガーグローブマッチ -65kg級王座

### 試合映像
1. ↑  『【試合映像】皇治 vs. YA-MAN / Kouzi vs. YA-MAN - RIZIN.33』RIZIN公式YouTubeチャンネル、2021年。
2. ↑  『【試合映像】平本蓮 vs. YA-MAN / Ren Hiramoto vs. YA-MAN - RIZIN.45』RIZIN公式YouTubeチャンネル、2023年。
3. ↑  『【Special Ring Side】会場リングサイド目線で見る「平本蓮 vs. YA-MAN」 RIZIN.45 （公式会場映像）』RIZIN公式YouTubeチャンネル、2023年。
4. ↑  『【試合映像】鈴木博昭 vs. YA-MAN / Hiroaki Suzuki vs. YA-MAN - 超RIZIN.3』2024年。

### 補足映像
1. ↑  『【番組】RIZIN CONFESSIONS #90（※番組内で試合映像＆皇治とYA-MANによる試合振り返りドキュメンタリー番組）』RIZIN公式YouTubeチャンネル、2021年。
2. ↑  『【番組】RIZIN CONFESSIONS #124（※試合映像＆YA-MANと三浦孝太による試合振り返りドキュメンタリー番組）』RIZIN公式YouTubeチャンネル、2022年。
3. ↑  『【番組】RIZIN CONFESSIONS #142（※番組内で試合映像＆平本蓮とYA-MANによる試合振り返りドキュメンタリー番組）』RIZIN公式YouTubeチャンネル、2023年。
4. ↑  『【番組】RIZIN CONFESSIONS #157（※番組内で試合映像＆YA-MANと鈴木博昭による試合振り返りドキュメンタリー番組）』RIZIN公式YouTubeチャンネル、2024年。

### 映像資料
1. ↑  『【密着】Preparation ｜ YA-MAN』RIZIN公式YouTubeチャンネル、2023年。